# Scitala fustula
Scitala fustula är en skalbaggsart som beskrevs av Britton 1987. Scitala fustula ingår i släktet Scitala och familjen Melolonthidae. Inga underarter finns listade i Catalogue of Life.